# Ковальов Андрій Робертович
Андрій Робертович Ковальов (біл. Андрэй Робертавіч Кавалёў, рос. Андрей Робертович Ковалёв; 2 квітня 1966, Вітебськ, Білоруська ССР) — білоруський хокеїст і тренер. Майстер спорту СРСР міжнародного класу. Заслужений майстер спорту Республіки Білорусь. Учасник Олімпіад у Нагано і Солт-Лейк-Сіті.

## Спортивна кар'єра
Хокеєм почав займатися у Вітебську (тренер — Валерій Михайлович Кузнецов). В чотирнадцять років переїхав до Мінська. У складі збірної спортивного товариства «Динамо» (1966 р.н.) став переможцем всесоюзних змагань у Сєверодонецьку (квітень 1981 року). Команда «Динамо» була створена на базі мінської «Юності». 1982 року став чемпіоном Спартакіади народів СРСР у складі збірної Білорусі. З сезону 1983/1984 почав залучатися до виступів за «Динамо». Разом з командою подолав шлях до вищої ліги і отримав виклик до збірної Радянського Союзу. Дебют за національну команду відбувся 7 січня 1989 року в Стокгольмі. Радянська збірна здобула перемогу в товариському матчі над господарями майданчика з рахунком 4:3, а Ковальов закинув вирішальну шайбу. У травні став переможцем Кубка Японії, в якому також брали участь японські і чехословацькі хокеїсти.
Влітку переходить до московського «Динамо». Того сезону його нова команда змогла перервати багаторічну гегемонію ЦСКА (лідери армійців почали їхати до Північної Америки). В наступному чемпіонаті «динамівці» підтвердили свій статус-кво, а Ковальов разом з Олександром Семаком стає найкращим снайпером клубу — по 17 закинутих шайб. У цей час постійно грає за збірну в товариських іграх і на міжнародних турнірах, але на чемпіонатах світу зіграти не вдало. Дуже високою була конкуренція за місце в команді Віктора Тихонова. Керівництво москвичів пропонувало йому новий дворічний контракт. У цьому клубі гравець мав кращі шанси потрапити до збірної, що особливо важливо перед початком Олімпіади. Але Андрій Ковальов вирішив продовжити кар'єру в Америці. Сезон 1991/1992 розпочав у мінському «Динамо», а завершував у «Нью-Гейвен Найтгокс» з престижної Американської хокейної ліги. Потім були клуби з Колоніальної хокейної ліги і Хокейної ліги Західного узбережжя, які мали влаштовували гравця рівня збірної СРСР.
За порадою тренера Івана Кривоносова поїхав до Німеччини, але сезон вже розпочався і знадобилося півроку, щоб отримати запрошення з клубу елітної дивізіону. В Німеччини мешкав до 2006 року, дев'ять сезонів відіграв в Німецькій хокейній лізі за «Швеннінгер», «Крефельд Пінгвін» і «Обергаузен» (у 434 матчах набрав 420 очок). З 1995 року постійно виступав за національну збірну Білорусі. Грав на двох Олімпіадах і п'яти чемпіонатах світу. Учасник легендарного для булорусів на Олімпіаді 2002 року проти шведів. У чвертьфіналі команда Ковальова перемогла скандинавів і фінішувала на четвертому місці. В сорок років повернувся до столиці Білорусі, де відіграв два сезони за «Юність» і завершив ігрову кар'єру.

## Досягнення
- Чемпіон світу серед молодіжних команд (1): 1986
- Чемпіон СРСР (2): 1990 1991
- Переможець ігр Доброї волі (1): 1990[en]
- Переможець турніру на приз газети «Известия» (1): 1990

## Статистика
Статистика виступів у елітних дивизіонах національних чемпіонатів:
| Сезон              | Клуб                     | Ліга               | Регулярний сезон | Регулярний сезон | Регулярний сезон | Регулярний сезон | Регулярний сезон | Плей-оф | Плей-оф | Плей-оф | Плей-оф | Плей-оф |
| Сезон              | Клуб                     | Ліга               | І                | Г                | П                | О                | ШХ               | І       | Г       | П       | О       | ШХ      |
| ------------------ | ------------------------ | ------------------ | ---------------- | ---------------- | ---------------- | ---------------- | ---------------- | ------- | ------- | ------- | ------- | ------- |
| 1988-89            | «Динамо» (Мінськ)        | Д-1                | 26               | 17               | 4                | 21               | 6                |         |         |         |         |         |
| 1989-90            | «Динамо» (Москва)        | Д-1                | 41               | 10               | 8                | 18               | 8                |         |         |         |         |         |
| 1990-91            | «Динамо» (Москва)        | Д-1                | 43               | 17               | 8                | 25               | 18               |         |         |         |         |         |
| 1991-92            | «Динамо» (Мінськ)        | Д-1                | 20               | 6                | 5                | 11               | 13               |         |         |         |         |         |
| Всього в СРСР      | Всього в СРСР            | Всього в СРСР      | 130              | 50               | 25               | 75               | 45               | 0       | 0       | 0       | 0       | 0       |
|                    | «Нью-Гейвен Найтгокс»    | Д-1                | 33               | 11               | 12               | 23               | 31               | 1       | 0       | 1       | 1       | 2       |
| 1993-94            | «Швеннінгер»             | Д-1                | 19               | 15               | 9                | 24               | 23               | 11      | 8       | 6       | 14      | 8       |
| 1994-95            | «Швеннінгер»             | Д-1                | 40               | 39               | 18               | 57               | 88               | 10      | 3       | 9       | 12      | 36      |
| 1995-96            | «Давос»                  | Д-1                | 10               | 3                | 1                | 4                | 0                |         |         |         |         |         |
|                    | «Крефельд Пінгвін»       | Д-1                | 32               | 24               | 12               | 36               | 43               | 6       | 3       | 4       | 7       | 4       |
| 1996-97            | «Крефельд Пінгвін»       | Д-1                | 39               | 25               | 33               | 58               | 28               | 3       | 2       | 0       | 2       | 4       |
| 1997-98            | «Крефельд Пінгвін»       | Д-1                | 38               | 22               | 10               | 32               | 43               | 10      | 2       | 3       | 5       | 12      |
| 1998-99            | «Крефельд Пінгвін»       | Д-1                | 51               | 17               | 32               | 49               | 30               | 4       | 3       | 1       | 4       | 6       |
| 1999-00            | «Крефельд Пінгвін»       | Д-1                | 49               | 14               | 23               | 37               | 30               | 4       | 1       | 0       | 1       | 10      |
| 2000-01            | «Ревір Левен Оберхаузен» | Д-1                | 58               | 19               | 15               | 34               | 20               | 3       | 0       | 0       | 0       | 4       |
| 2001-02            | «Ревір Левен Оберхаузен» | Д-1                | 57               | 21               | 27               | 48               | 81               |         |         |         |         |         |
| Всього в Німеччині | Всього в Німеччині       | Всього в Німеччині | 383              | 196              | 179              | 375              | 386              | 51      | 22      | 23      | 45      | 84      |
| 2006-07            | «Юність» (Мінськ)        | Д-1                | 45               | 14               | 23               | 37               | 74               | 8       | 2       | 2       | 4       | 2       |
| 2007-08            | «Юність» (Мінськ)        | Д-1                | 7                | 1                | 0                | 1                | 0                |         |         |         |         |         |
| Всього в Білорусі  | Всього в Білорусі        | Всього в Білорусі  | 52               | 15               | 23               | 38               | 74               | 8       | 2       | 2       | 4       | 2       |
| Всього в Д-1       | Всього в Д-1             | Всього в Д-1       | 608              | 275              | 240              | 515              | 536              | 60      | 24      | 26      | 50      | 88      |

Проти професіоналів з Національної хокейної ліги:
| №  | Дата       | Господарі             | Рахунок | Гості                |
| -- | ---------- | --------------------- | ------- | -------------------- |
| 1  | 17.09.1989 | «Динамо» (Москва)     | 7:2     | «Вашингтон Кепіталс» |
| 2  | 29.12.1989 | «Піттсбург Пінгвінс»  | 2:5     | «Динамо» (Москва)    |
| 3  | 31.12.1989 | «Торонто Мейпл Ліфс»  | 4:7     | «Динамо» (Москва)    |
| 4  | 03.01.1990 | «Баффало Сейбрс»      | 4:2     | «Динамо» (Москва)    |
| 5  | 06.01.1990 | «Нью-Джерсі Девілс»   | 7:1     | «Динамо» (Москва)    |
| 6  | 09.01.1990 | «Бостон Брюїнс»       | 1:3     | «Динамо» (Москва)    |
| 7  | 16.09.1990 | «Динамо» (Москва)     | 4:1     | «Монреаль Канадієнс» |
| 8  | 01.01.1991 | «Торонто Мейпл Ліфс»  | 7:4     | «Динамо» (Москва)    |
| 9  | 03.01.1991 | «Гартфорд Вейлерс»    | 0:0     | «Динамо» (Москва)    |
| 10 | 06.01.1991 | «Нью-Джерсі Девілс»   | 2:2     | «Динамо» (Москва)    |
| 11 | 08.01.1991 | «Вашингтон Кепіталс»  | 3:2     | «Динамо» (Москва)    |
| 12 | 10.01.1991 | «Філадельфія Флайєрз» | 1:4     | «Динамо» (Москва)    |
| 13 | 12.01.1991 | «Піттсбург Пінгвінс»  | 3:4     | «Динамо» (Москва)    |
| 14 | 15.01.1991 | «Квебек Нордікс»      | 1:4     | «Динамо» (Москва)    |

У складі молодіжної команди на першості світу:
| Рік  | Команда    | Турнір | Місце |   | І | Г | П | О | ШХ |
| ---- | ---------- | ------ | ----- | - | - | - | - | - | -- |
| 1986 | СРСР (U20) | МЧС    |       | 7 | 1 | 1 | 2 | 0 |    |

За першу команду СРСР:
| Сезон   | Команда         | Турнір                | Місце           |    | І | Г | П | О | ШХ |
| ------- | --------------- | --------------------- | --------------- | -- | - | - | - | - | -- |
| 1988-89 | СРСР            | Кубок Японії          |                 | 4  | 3 |   |   |   |    |
| 1988-89 | СРСР            | товариські матчі      | —               | 4  | 1 |   |   |   |    |
| 1988-89 | Всього за сезон | Всього за сезон       | Всього за сезон | 8  | 4 |   |   |   |    |
| 1989-90 | СРСР            | Ігри Доброї волі      |                 | 5  | 0 | 1 | 1 | 2 |    |
| 1989-90 | СРСР            | товариські матчі      | —               | 9  | 3 |   |   |   |    |
| 1989-90 | Всього за сезон | Всього за сезон       | Всього за сезон | 14 |   |   |   |   |    |
| 1990-91 | СРСР            | Кубок Ніссана         |                 | 2  | 2 | 0 | 2 | 2 |    |
| 1990-91 | СРСР            | Турнір «Йзвестий»     |                 | 4  | 2 | 1 | 3 | 0 |    |
| 1990-91 | СРСР            | Шведські хокейні ігри |                 | 3  | 0 | 1 | 1 | 0 |    |
| 1990-91 | СРСР            | товариські матчі      | —               | 3  | 1 |   |   |   |    |
| 1990-91 | Всього за сезон | Всього за сезон       | Всього за сезон | 12 | 5 |   |   |   |    |

За національну збірну Білорусі:
| Сезон   | Команда  | Турнір  | Місце | Головні турніри | Головні турніри | Головні турніри | Головні турніри | Головні турніри | Всього за сезон | Всього за сезон | Всього за сезон | Всього за сезон | Всього за сезон |
| Сезон   | Команда  | Турнір  | Місце | І               | Г               | П               | О               | ШХ              | І               | Г               | П               | О               | ШХ              |
| ------- | -------- | ------- | ----- | --------------- | --------------- | --------------- | --------------- | --------------- | --------------- | --------------- | --------------- | --------------- | --------------- |
| 1994-95 | Білорусь | ЧС (С)  |       | 4               | 4               | 0               | 4               | 0               | 4               | 4               | 0               | 4               | 0               |
| 1995-96 | Білорусь | ЧС (В)  |       | 7               | 5               | 2               | 7               | 0               | 7               | 5               | 2               | 7               | 0               |
| 1996-97 | Білорусь | ЧС (В)  |       | 7               | 4               | 5               | 9               | 16              | 16              | 21              | 9               | 21              | 51              |
| 1997-98 | Білорусь | ОІ      | 5-8   | 7               | 1               | 3               | 4               | 2               | 13              | 1               | 3               | 4               | 4               |
| 1997-98 | Білорусь | ЧС      | 8-е   | 5               | 0               | 0               | 0               | 2               | 13              | 1               | 3               | 4               | 4               |
| 1998-99 | Білорусь | ЧС      | 9-е   | 6               | 2               | 2               | 4               | 2               | 9               | 3               | 2               | 5               | 27              |
| 1999-00 | Білорусь | ЧС      | 9-е   | 6               | 2               | 2               | 4               | 6               | 11              | 4               | 5               | 9               | 6               |
| 2000-01 | Білорусь | ОІ (кв) |       | 3               | 0               | 0               | 0               | 0               | 11              | 5               | 3               | 8               | 2               |
| 2000-01 | Білорусь | ЧС      | 14-е  | 6               | 0               | 2               | 2               | 2               | 11              | 5               | 3               | 8               | 2               |
| 2001-02 | Білорусь | ОІ      | 4-е   | 9               | 1               | 2               | 3               | 12              | 11              | 1               | 3               | 4               | 37              |
| 2002-03 | Білорусь | ЧС      | 14-е  | 6               | 0               | 1               | 1               | 0               | 7               | 0               | 1               | 1               | 0               |